# Вийон, Франсуа
Франсуа́ Вийо́н (фр. François Villon; настоящая фамилия — де Монкорбье́ (de Montcorbier) или де Лож (des Loges); между 1 апреля 1431 и 19 апреля 1432, Париж — после 1463, но не позднее 1491) — французский поэт, первый французский лирик позднего Средневековья. Его главные произведения — «Малое завещание» (1456) и «Большое завещание» (1461—1462).

## Биография
Франсуа Вийон родился предположительно в апреле 1431 года в Париже. В восемь лет остался сиротой. Фамилию Вийон он получил от усыновившего и воспитавшего его родственника, парижского священника, капеллана церкви святого Бенедикта Гийома Вийона (Guillaume de Villon), о котором сам поэт говорил, что он был для него «больше чем отец» (plus que père).
В 12 лет поступил на «факультет искусств» (подготовительный факультет) Парижского университета, который окончил в 1449 году со степенью бакалавра, а через три года получил степени лиценциата и магистра, дававшие право преподавать или служить священником. Рождённый и воспитанный в среде парижского мещанства в эпоху обнищания и кризиса Франции после Столетней войны, Вийон оказался среди «деклассированных», однако был вхож и в дом парижского прево Робера д’Эстутвиля, где собирались поэты. В честь своего покровителя Вийон сочинил брачную песнь с акростихом из имени его супруги («Баллада Прево-младожену»). К середине 1450-х он уже достиг известности в качестве поэта. Будучи студентом, Вийон принимал участие в разгульной студенческой жизни; вскоре оказался замешанным в уголовных преступлениях.
Вечером 5 июня 1455 года на него напал с ножом священник Филипп Сермуаз. В завязавшейся драке — по-видимому, из-за женщины — Вийон смертельно ранил противника и, скрываясь от суда, вынужден был покинуть Париж. Это убийство, акт самозащиты, вполне дозволенный обычаями, не сыграло бы никакой роли в его дальнейшей судьбе. Сам Сермуаз перед смертью простил своего убийцу, признав себя зачинщиком. Королевский суд, на имя которого Вийон подал два прошения, объявил его невиновным. Однако за семь месяцев скитаний вдали от Парижа Вийон, дожидаясь судебного оправдания и оставшись без денег, связался с профессиональными преступниками и уже в октябре, как подозревают, был причастен к двум грабежам. Вернулся в Париж в начале 1456 года. В ночь на Рождество того же года он вместе с тремя соучастниками совершил ограбление Наваррского коллежа, похитив сумму в пятьдесят золотых экю, которую воры тут же поделили, после чего Вийон благоразумно предпочёл на время покинуть Париж; в ночь ограбления им написано первое крупное произведение — шуточное послание к друзьям «Les legs» («legs» — «статьи», «пункты»), впоследствии названное «Le petit testament» (Малое завещание). Кража была обнаружена через несколько месяцев, при этом известны стали и имена её участников — вернуться в Париж Вийон уже не мог.
За последующие пять лет скитаний исходил многие области страны от Ла-Манша (Бретань) до Средиземного моря (Руссильон).
Недолгое время он находился при дворе Карла Орлеанского в Блуа. Для альбома баллад на тему «От жажды умираю над ручьем», заданную Карлом Орлеанским поэтам его окружения и многократно разработанную самим герцогом, Вийон написал знаменитые стихи, известные под названием «Баллада поэтического состязания в Блуа». По условиям конкурса, поэты должны были написать шуточное стихотворение, но стихотворение Вийона оказалось не шуточным, а полным философского трагизма.
Летом 1460 года Вийон в орлеанской тюрьме ждал казни, которой избежал лишь по случайности: Орлеан посетила семья герцога, и в честь въезда трёхлетней принцессы Марии в своё наследственное владение заключенные, согласно обычаю, были освобождены из тюрем. В октябре 1461 года Вийон был в тюрьме в городе Мён-сюр-Луаре, однако новый король Людовик XI, направляясь на коронование, проезжал через Мён, в ознаменование чего поэт в числе прочих арестантов получил прощение. В конце того же года Вийон вернулся в Париж и в предчувствии близкой смерти создал свои лучшие произведения: «Epitaphe» (Эпитафия Вийона), вошедшую в лирический цикл «Codicille», и «Testament» («Завещание»), впоследствии названное «Le grand testament» (Большое завещание).
Кроме этих произведений, Вийону принадлежит ряд отдельных баллад, не дошедшая до нас студенческая поэма «Le Romant de Pêt-au-Deable» (существование которой некоторыми вообще оспаривается), семь баллад на воровском жаргоне (dubia), до сих пор не вполне расшифрованных (их не понимали уже в начале XVI века).
В ноябре 1462 года Вийона арестовали по подозрению в краже, скорее всего безосновательному, так как через несколько дней его выпустили на свободу. В том же месяце в уличной драке, затеянной товарищами Вийона, был тяжело ранен папский нотариус. Хотя сам Вийон лишь присутствовал при драке, не принимая в ней участия, он снова брошен в тюрьму, подвергнут пытке водой и осуждён к виселице (тогда же он написал «Балладу повешенных» и «Катрен»).
Я — Франсуа, чему не рад,

Увы, ждет смерть злодея,

И сколько весит этот зад,

Узнает скоро шея.— Перевод И. Эренбурга
Этот явно несправедливый приговор был по обжалованию заменён десятилетним изгнанием из Парижа и графства Парижского — «принимая во внимание дурную жизнь вышеуказанного Вийона», как гласит протокол от 5 января 1463 года. Через три дня 8 января Вийон покинул Париж, далее его следы теряются. Вийон умер не позднее 1491 года, когда вышло первое издание его произведений (не исправленное).

## Характеристика творчества
Биография и творчество более тесно связаны у Вийона, чем у какого бы то ни было иного поэта Франции. Большинство его произведений сочинены «на случай». Таково и крупнейшее его произведение «Testament» (Завещание) (к которому примыкают и его мелкие вещи), представляющее синтез всех основных моментов творчества Вийона. Таковыми являются прежде всего контрастность и ирония, лирический субъективизм и крайний сенсуализм (тяготение к чувственной стороне жизни); вся поэтика Вийона построена на этих моментах, и соответственно им можно различить несколько оттенков в лирических излияниях Вийона.
Он — реалист в том смысле, что в его поэзии — большое количество бытовых образов, контрастирующих друг с другом. Ирония и пародийность лежат в основе замысла «Testament»; здесь традиционная форма «поэтического завещания» даётся в бурлескном преломлении: предметом завещания являются безделицы (в связи с его похождениями), вроде вывески кабака, кружки пива, пустого кошелька, а также баллады, вставленные в текст; эта канва прерывается более или менее обособленными лирическими отрывками (здесь сказалось влияние поэта XIII века Рютбёфа с его пародийным «Завещанием осла» (Testament de l’asne)).
Традиционная, характерная для формалистической и аллегорической поэзии XIV—XV веков баллада у Вийона также часто пародийно снижена; в виде пародии даёт он и ультранатуралистические картинки попоек, притонов Парижа, говоря от лица кутилы (баллада «Belle leçon aux enfants perdus» из «Testament»), вышибалы («Ballade de la grosse Margot», там же) и т. п.; в эпизоде с «Прекрасной оружейницей» поэт детально описывает «увядшие прелести» и сравнивает их с былыми; наконец в «Epitaphe» реальность переходит в гротескную утрировку: говорят повешенные, тела которых гниют, глаза которых выклевали птицы, и т. п.; к этому присоединено обращение к «людям-братьям», просьба молиться за их души; стираются границы гротеска, пародии и философского размышления (последнее — особенно характерно для Вийона; оно носит чисто субъективный характер).
Свои лучшие лирические стихотворения Вийон создал в этой манере. Можно назвать знаменитую «Ballade de menus propos» («Testament»; все строки начинаются словами «Je congnois» — «я знаю», рефрен же — «Je congnois tout, fors que moy-mesme» — «я знаю всё, но только не себя» (подобный приём можно встретить у Кристины Пизанской в «балладе вдовства»), балладу «Ballade du concours de Blois», написанную на конкурс на заданную тему (где Вийон пустил крылатое изречение «Je ris en pleurs» — «смеюсь сквозь слёзы»), «Le débat du cœur et du corps de Villon» (Диалог сердца и тела), проникнутый глубоким пессимизмом, как и знаменитая « Ballade des Dames du temps jadis» (Баллада о дамах былых времён, в «Testament», с рефреном «Mais où sont les neiges d’antan?» — «но где же прошлогодний снег?»). Наконец, любопытна помещённая в «Testament» молитва в форме баллады от имени матери Вийона, простой, набожной женщины, создающая один из сильнейших контрастов в «Testament».
Вийон почти не выражает в своей поэзии социального протеста (за исключением эпизода с Александром Македонским в «Testament»), и социальная значимость его творчества, ультрасубъективного по своему характеру, — в картинах нищеты, порока, которых так много в его произведениях («Legs», «Testament», а также в воровских балладах).
В своей версификации Вийон строго соблюдает канон твёрдой формы стиха, закреплённый в «Поэтике» Эсташа Дешана: фиксированную строфику, метрику и рифмовку в балладах, рондо, двойных балладах, изобилующих акростихами, анафорами и другими ухищрениями.

## Влияния на Вийона
Сильное влияние на реализм и пародийность Вийона оказали поэты-буржуа XIII—XIV веков (Рютбёф, Жан де Мён — автор продолжения «Романа о розе»), фаблио, а также, как было доказано впоследствии, фламандский фольклор с его натурализмом; на философскую сторону творчества Вийона повлияли поэты XIV века (Эсташ Дешан, Кристина Пизанская, Ален Шартье).

## Влияние Вийона
Первой книгой французской лирики, выпущенной типографским способом, были стихи Вийона.
Громадное влияние Вийон оказал на поэтов конца средневековья и начала Возрождения (Пьер Грэнгуар, Клеман Маро, даже Рабле), а затем влиял на сатириков и реалистов XVII века (Матюрен Ренье, Лафонтен, отчасти Мольер).
С похвалой отзывались о Вийоне Буало и Вольтер; в XIX веке Вийону поклонялись и романтики (Т. Готье) и Беранже, сильно напоминающий Вийона; среди парнасцев особенно близки к Вийону по характеру своей поэзии Ж. Ришпен, М. Роллина; немало общего с Вийоном у Поля Верлена и его друга Тристана Корбьера.
Своей популярностью в Англии Вийон обязан прерафаэлитам и Р. Стивенсону.
Гильома IX иногда называют «Вийоном XII века».

## Вийон в искусстве

### В литературе
- Рабле в четвёртой книге «Пантагрюэля» приводит два апокрифических сообщения о поздних годах Вийона — шута при дворе английского короля и постановщика мистерий в Пуату. Когда у Панурга спрашивают, где же нажитые им богатства, он отвечает: «А где прошлогодний снег? — Вот главный вопрос, который мучил парижского поэта Вийона».
- Осаму Дадзай. «Жена Вийона» (рассказ).
- Роберт Льюис Стивенсон. «Ночлег Франсуа Вийона» (новелла).
- Роман Ярмилы Лоукотковой «Вопреки поёт поэт».
- Юлиу Эдлис. «Жажда над ручьём» (пьеса).
- Бертольт Брехт. «Баллада о Франсуа Вийоне» (стихотворение)
- В рассказе «Апрель в Париже» Урсулы Ле Гуин главный герой больше всего заинтересован вопросом, был ли казнён Вийон на Монфоконе в 1463-м или выжил и уехал из Парижа.
- В XX веке Вийону посвящены крупные художественные произведения: новелла Эдшмида «Herzogin» (1912, сборник «Timour», перевод на русский язык М. Елагиной. — М.-Л.: ГИЗ, 1923) и роман Ф. Карко «Le Roman de François Villon» (1926, есть русский перевод).
- Осипом Мандельштамом была написана статья под названием «Франсуа Виллон». Также он посвятил Вийону строки своего стихотворения:

Рядом с готикой жил озоруючи.

И плевал на паучьи права

Наглый школьник и ангел ворующий,

Несравненный Виллон Франсуа.
- Павлом Антокольским в 1934 году написана драматическая поэма «Франсуа Вийон».
- Валентин Соколовский. «Ночь в городе вишен, или В ожидании Франсуа» — повесть о жизни Франсуа Вийона в форме воспоминаний человека, который хорошо знал поэта и имя которого встречается в строках «Большого Завещания»[4].
- Мария Голикова «Зима с Франсуа Вийоном» — историческая повесть. Студент Парижского университета Жан-Мишель Тернье находит книгу стихов Франсуа Вийона и пытается выяснить, каким человеком был их автор («Урал», № 12, 2013).
- В повести Ирины Голубевой «Дом в Олинфе» героиня, девочка Ника, сравнивает с Вийоном своего учителя истории.
- В рассказе Сергея Снегова «Умершие живут»[5], герои, заглядывая в прошлое, видят Франсуа Вийона в тюремной камере, читающего свои стихи.
- В. Варжапетян посвятил Вийону один из трёх романов сборника «Путник со свечой» — «Баллада судьбы».
- Вийон — главный персонаж киноповести Михаила Анчарова «Стройность».
- Жан Теле «Я, Франсуа Вийон» / «Je, François Villon», роман, 2006.
- В фантастическо-исторической повести Майка Гелприна «Кабацкая лира» Франсуа Вийон передаёт «значок долголетия и творчества» — «кабацкую лиру» Ивану Осипову (Ваньке-Каину).
- Франсуа Вийон — главный герой сборника рассказов в стиле темного фэнтези «Имя зверя. Ересиарх», который написал польский писатель Яцек Комуда

### В музыке
- Песня Булата Окуджавы «Молитва Франсуа Вийона» («Пока Земля ещё вертится…»).
- Песня Дмитрия Чернуся «Она!».
- Песня Tanzwut «Francois Villon».
- Песня Бориса Циммермана (наст. имя: Олег Ганшин) — «Франсуа Вийон».
- Песня Утро над Вавилоном «Черта отрыва»
- Песня Peste Noire «Ballade cuntre les anemis de la France»
- Песня Юрия Ощепкова "Жизнь Франсуа Вийона. Апокриф."

### В кинематографе
- Фильм «The Oubliette», реж. Чарльз Гиблин, 1914
- Фильм «The Higher Law», реж. Чарльз Гиблин, 1914
- Фильм «Если бы я был королём», реж. Дж. Гордон Эдвардс, 1920
- Фильм «Любимый плут», реж. Алан Кросленд, 1927
- Фильм «Король бродяг», реж. Людвиг Бергер, 1930
- Фильм «Если бы я был королём», реж. Фрэнк Ллойд, 1938
- Фильм «Франсуа Вийон», реж. Андре Звобода, 1945
- Фильм «Если бы нам рассказали о Париже», реж. Саша Гитри, 1956
- Фильм «Король-бродяга», реж. Майкл Кертис, 1956
- Фильм «Франсуа Вийон», реж. Серджиу Николаеску, 1987
- Фильм «Я, Франсуа Вийон, вор, убийца, поэт», реж. Серж Мейнар, 2010
- В фильме «Золушка 4×4. Всё начинается с желаний» песня шута состоит из строк «Баллады истин наизнанку», исполняет Олег Акулич.
- В криминальной драме «Поцелуи падших ангелов» главный герой Роман Демидов (Евгений Сидихин) читает стихотворение Франсуа Вийона «Я знаю этот мир — он полон дряни…»
- В 3-й серии 3-го сезона сериала «Хранилище 13» главный герой применяет артефакт «Чернила Франсуа Вийона», которые создают в стене из любого материала чернильное пятно, сквозь которое могут свободно проходить предметы.
- В фильме Михаила Козакова «Покровские ворота» главный герой переводчик Лев Хоботов, рассказывая невесте Людочке о тяжелой судьбе поэтов, упоминает Вийона, который был «зарезан или повешен», и читает его четверостишие из «Завещания».
- В начале 24 серии чехословацкого киносериала «30 случаев из жизни майора Земана» в баре поэты называли себя преемниками Вийона и призывали к отмене цензуры и установлению свободы слова.
- Серия телеспектаклей «Этот фантастический мир.» Выпуск 10: Знак Саламандры. (1984год. Фантастика СССР.) Телеспектакль создан по мотивам романа Рэя Брэдбери «451 градус по Фаренгейту» и рассказа Эмиля Людвига «Маленький преступник». Бродяги, сидя у костра, слушают как чтица декламирует «Балладу поэтического состязания в Блуа» и частично «Балладу примет».
- издание с введением переводчика. — М., 1916. Кроме того, Эренбург посвятил художественное эссе Франсуа Вийону с переводом его стихов во «Французской тетради».
- Наиболее полные комментированные издания: Thuasne. — P., 1923; Dimier — L., P., 1927.

## Переводы Вийона
Франсуа Вийона на русский язык в разные годы переводили В. Брюсов, Н. Гумилев, В. Жаботинский, И. Эренбург, Ф. Мендельсон, С. Пинус, Д. Цередиани, Ю. Корнеев, Ц. Динере , А. Парин, Н. Стрижевская, Ю. Кожевников, Е. Кассирова.

### Стихи Вийона
- Стихи — Франсуа Вийон
- [lib.ru/POEZIQ/VIJON/ballady.txt Стихи Франсуа Вийона]
- «От жажды умираю над ручьем»

В статье использован текст из Литературной энциклопедии 1929—1939, перешедший в общественное достояние, так как автор — А. Шабад — умер в 1929 году. 